# Igor Rodionow
Igor Nikołajewicz Rodionow (ros. И́горь Никола́евич Родио́нов, ur. 1 grudnia 1936 we wsi Kurakino w obwodzie penzeńskim, zm. 19 grudnia 2014 w Moskwie) – radziecki i rosyjski wojskowy i polityk, minister obrony Rosji (1996–1997), deputowany Dumy Państwowej (1999–2007), generał armii.

## Życiorys
Od 1948 mieszkał z rodziną w Mukaczewie, gdzie uczęszczał do szkoły muzycznej, do klasy akordeonu, której jednak nie ukończył, ponieważ szkoła została zamknięta z powodów ideologicznych.
W latach 1954–1955 był słuchaczem II Uljanowskiej Szkoły Pancernej, po ukończeniu której został pomocnikiem dowódcy plutonu, później podoficerem kompanii szkolnej. Służył w Grupie Wojsk Radzieckich w Niemczech, od grudnia 1957 do lutego 1958 dowódca plutonu czołgów, 1964 przeniesiony do Moskiewskiego Okręgu Wojskowego, gdzie od grudnia 1964 do maja 1967 był dowódcą kompanii czołgów. Od 1956 do sierpnia 1991 członek KPZR. W 1967 dowódca batalionu czołgów, w czerwcu 1970 ze złotym medalem ukończył Wojskową Akademię Wojsk Pancernych im. marsz. R. Malinowskiego i został zastępcą dowódcy pułku, a wkrótce dowódcą pułku. Od 1975 dowódca 24 Żelaznej Dywizji Zmechanizowanej w Karpackim Okręgu Wojskowym, w latach 1978–1980 słuchacz Wojskowej Akademii Sztabu Generalnego Sił Zbrojnych ZSRR im. K. Woroszyłowa, którą ukończył z wyróżnieniem. W latach 1980–1983 dowódca 28 Korpusu Armijnego Centralnej Grupy Wojsk stacjonującej w Czechosłowacji, 1983–1985 dowódca 5 Armii Dalekowschodniego Okręgu Wojskowego, 1985–1986 dowódca 40 Armii Turkiestańskiego Okręgu Wojskowego (Ograniczony Kontyngent Wojsk Radzieckich w Afganistanie), od lipca 1986 do marca 1988 I zastępca dowodzącego wojskami Moskiewskiego Okręgu Wojskowego. Od kwietnia 1988 do sierpnia 1989 dowodzący wojskami Zakaukaskiego Okręgu Wojskowego – wojskowy komendant Tbilisi; podczas zajmowania przez niego tego stanowiska doszło do demonstracji i masakry, w której zginęło 19 osób. W latach 1989–1992 szef Wojskowej Akademii Sztabu Generalnego Sił Zbrojnych ZSRR im. K. Woroszyłowa, a 192-1996 - Wojskowej Akademii Sztabu Generalnego Sił Zbrojnych Federacji Rosyjskiej. Od 17 lipca 1996 do 23 maja 1997 minister obrony Federacji Rosyjskiej, 5 października 1996 mianowany generałem armii, 11 grudnia 1996 w związku z osiągnięciem granicy wieku służby wojskowej przeniesiony w stan spoczynku, stał się „cywilnym” ministrem obrony. 19 grudnia 1999 wybrany deputowanym Dumy Państwowej 3 kadencji z ramienia partii komunistycznej, członek Komitetu Dumy Państwowej ds. Weteranów. Po wystąpieniu z KPFR, 23 lutego 2002 wybrany przewodniczącym Ludowo-Patriotycznej Partii Rosji. 7 grudnia 2003 wybrany deputowanym Dumy Państwowej 4 kadencji, od 2006 działał w partii Sprawiedliwa Rosja.
Zmarł 19 grudnia 2014 po długiej chorobie. Pochowany został w dniu 22 grudnia na Federalnym Cmentarzu Wojskowym.

## Odznaczenia
- Order Czerwonego Sztandaru
- Order Czerwonej Gwiazdy
- Order „Za służbę Ojczyźnie w Siłach Zbrojnych ZSRR” II klasy
- Order Za Służbę Ojczyźnie w Siłach Zbrojnych ZSRR III klasy
- Medal 100-lecia urodzin Lenina
- Medal „Za wyróżnienie w ochronie granic państwowych ZSRR”
- Medal jubileuszowy „Dwudziestolecia zwycięstwa w Wielkiej Wojnie Ojczyźnianej 1941–1945”
- Medal 850-lecia Moskwy
- Medal „Weteran Sił Zbrojnych ZSRR”
- Medal „Za umacnianie braterstwa broni”
- Medal jubileuszowy „40 lat Sił Zbrojnych ZSRR”
- Medal jubileuszowy „50 lat Sił Zbrojnych ZSRR”
- Medal jubileuszowy „60 lat Sił Zbrojnych ZSRR”
- Medal jubileuszowy „70 lat Sił Zbrojnych ZSRR”
- Medal „Za nienaganną służbę” I klasy
- Medal „Za nienaganną służbę” II klasy
- Medal „Za nienaganną służbę” III klasy
- Znak „Żołnierzowi-Internacjonaliście”
- Medal „Żołnierzowi-Internacjonaliście od Wdzięcznego Narodu Afgańskiego” (Demokratyczna Republika Afganistanu)
- Medal 10-lecia wyjścia wojsk radzieckich z Afganistanu (Białoruś)